# Leucostrophus
Leucostrophus is een geslacht van vlinders uit de onderfamilie Macroglossinae van de familie pijlstaarten (Sphingidae).

## Soorten
- Leucostrophus alterhirundo Gerstaecker, 1871
- Leucostrophus commasiae (Walker, 1856)